# جيوفري غولد
جيوفري غولد (بالإنجليزية: Geoffrey Gould)‏ هو ممثل أمريكي، ولد في 29 أبريل 1957 ببروكلين في الولايات المتحدة.

## وصلات خارجية
- جيوفري غولد على موقع IMDb (الإنجليزية)
- جيوفري غولد على موقع ألو سيني (الفرنسية)
- جيوفري غولد على موقع قاعدة بيانات الفيلم (الإنجليزية)
- جيوفري غولد على موقع كينوبويسك (الروسية)